# Агогика
Агогика (от гръцки – αγωγικός – отнасяне) е понятие в музиката, което обозначава промяната във водещото темпо на музикалното произведение – от бързо към по-бавно или обратното.
Основните термини, свързани с агогиката са ritardando (обозначава се като rit – забавяне) и accelerando (обозначава се като accel – ускоряване). Свързано понятие е и diminuendo (dim – едновременно забавяне и затихване на звука).
Заедно с динамиката е най-важният елемент от музикалната интерпретация на дадено музикално произведение.